# Ida Stengele
Ida Stengele, geborene Ida Biedermann (* 14. Februar 1861 in Wyl, Kanton Zürich; † nach 1927), war eine schweizerisch-deutsche Politikerin der SPD und Mitglied der Hamburger Bürgerschaft während der Weimarer Republik.

## Leben
Ida Stengele besuchte bis zum 17. Lebensjahr die Volksschule und die Sekundarschule in ihrem Geburtsort. Es folgte die Höhere Mädchenschule in Lausanne. Nach dem Schulbesuch arbeitete sie als Erzieherin in Österreich, Frankreich und Italien. 
1894 heiratete sie den Sozialdemokraten Gustav Stengele (1861–1917). Er war Redakteur beim Hamburger Echo und Bürgerschaftsmitglied für die SPD.
Sie selbst saß für die SPD von 1919 bis 1927 in der Hamburgischen Bürgerschaft. In dieser Funktion war sie zudem Mitglied der Behörde für öffentliche Jugendfürsorge und des Ernährungsbeirates des Kriegsversorgungsamtes.